# مسجد أستاد وشاغرد
مسجد أستاد وشاغرد (بالفارسية: مسجد استاد و شاگرد) هو مسجد تاريخي يعود إلى عصر السلالة الصفوية والقاجاريون، ويقع في تبريز.